# The Pretty Things Are Going to Hell
The Pretty Things Are Going to Hell — песня, написанная Дэвидом Боуи и Ривзом Гэбрелсом для альбома Боуи «'hours...'» в 1999 году. Первый сингл, выпущенный в поддержку альбома в Австралии и Японии, в то время как во всем остальном мире первым синглом стала песня «Thursday's Child». Впервые песня прозвучала в фильме «Стигматы» в 1999 году.

## Список треков сингла

### CD: Virgin / 7243 8 96293 2 3 (Австралия)
1. «The Pretty Things Are Going to Hell» — 4:40
2. «The Pretty Things Are Going to Hell (edit)» — 3:59
3. «We Shall Go to Town» — 3:56
4. «1917» — 3:27

### CD: Virgin / DPRO-14338 (США)
1. «The Pretty Things Are Going to Hell (edit)» — 3:59
2. «The Pretty Things Are Going to Hell (Call out hook #1)» — 0:11
3. «The Pretty Things Are Going to Hell (Call out hook #1)» — 0:11
4. «Thursday’s Child (Radio edit)» — 4:25
5. «Thursday’s Child (Call out hook #1)» — 0:12
6. «Thursday’s Child (Call out hook #2)» — 0:12

## Участники записи
- Продюсеры
  - Дэвид Боуи
  - Ривз Гэбриэлс
- Музыканты:
  - Дэвид Боуи: вокал
  - Ривз Гэбрелс: электрогитара
  - Марк Плати: бас-гитара
  - Майк Ливиск: ударные

## Концертные версии
- Концертная версия, записанная в Kit Kat Klub, Нью-Йорк, была выпущена на сингле Seven в июле 2000 г.

## Другие издания
- Песня была выпущена в несколько измененном виде на саундтреке к фильму «Стигматы» в 1999 году. Эта версия также была опубликована на сингле Survive.
- Отредактированная версия, «версия для фильма» и «версия, звучащая в фильме» были выпущены в качестве бонусного диска вслед за переизданием в 2004 году альбома 'hours...'.
- В апреле 2000 года на сайте www.davidbowie.com был опубликован ремикс песни.